# Inside (film 2023)
Inside è un film del 2023 diretto da Vasilis Katsoupis.

## Trama
Il ladro d'arte Nemo rimane intrappolato in un attico a Times Square dopo un furto andato male. Con il passare dei giorni il suo stato mentale comincia a peggiorare e Nemo deve combattere con la fame e la sete per riuscire a fuggire dall'appartamento.

## Produzione
Le riprese si sono svolte tra il maggio e il giugno 2021.

## Promozione
Il primo trailer del film è stato pubblicato il 17 novembre 2022.

## Distribuzione
Il film è stato distribuito nelle sale statunitensi il 10 marzo 2023.